# Нудько, Трифон Васильевич
Трифон Васильевич Нудько (1904 — 1981) — советский работник сельского хозяйства, комбайнёр Пролетарского района Ростовской области, Герой Социалистического Труда.

## Биография
Сведений о дате и месте рождения нет.
Начинал трактористом, с 1936 года работал комбайнером. В 1949 году был награждён медалью «За трудовую доблесть».
Намолотил в 1951 году в сцепке из двух комбайнов «Сталинец-6» с убранной площади за 25 рабочих дней 6840 центнеров зерновых и масличных культур на комбайн.

## Награды
- Указом Президиума Верховного Совета СССР от 7 августа 1952 года за достижение высоких показателей на уборке и обмолоте зерновых и масличных культур в 1951 году комбайнеру Буденовской МТС Трифону Васильевичу Нудько было присвоено звание Героя Социалистического Труда с вручением ордена Ленина и золотой медали «Серп и Молот».
- Также награждён медалями.